# Артисевич, Вера Александровна
Ве́ра Алекса́ндровна Артисе́вич (28 мая 1907 — 6 февраля 1999) — директор Зональной научной библиотеки СГУ (ЗНБ СГУ) на протяжении 67 лет (1932—1999), доцент СГУ, исполняющая обязанности ректора СГУ (1941—1942).

## Биография
Вера Александровна родилась в Одессе 28 мая (15 мая по старому стилю) 1907 года. С 1924 года работала практиканткой в Амурской городской библиотеке (Благовещенск). С 1925 года — заведующая библиотекой Амурского Дома работников просвещения. В 1926 году переехала с семьёй в Хабаровск. С 1927 года работала библиотекарем в Хабаровской Центральной Краевой библиотеке им. Н. К. Крупской. С 1929 года — библиотекарь редакции газеты «Поволжская правда» (Саратов), с 18 октября — заведующая общим отделом Фундаментальной библиотеки Саратовского университета. С 15 февраля 1931 года по 1 февраля 1932 года — заместитель директора, с 1 марта 1932 года — директор Фундаментальной библиотеки Саратовского государственного университета.
В 1934 году окончила филологический факультет Саратовского педагогического института.
С 8 июля 1941 года по август 1942 года — исполняющая обязанности ректора Саратовского государственного университета.
Председатель (1960—1976) и заместитель председателя (1976—1989) Саратовского областного отделения Общества советско-чехословацкой дружбы. Инициатор организации Саратовского библиотечного общества: председатель правления (1989—1995), член правления (1995—1999).
Долгая дружба связывала В. А. Артисевич с М. И. Рудомино. На протяжении 30 лет она переписывалась с К. А. Фединым и входила в учёный совет музея писателя.
С 1959 года — заместитель председателя Центральной научно-методической библиотечной комиссии Министерства высшего образования СССР.
В 1967 году перенесла инфаркт.
В мае 1998 года, незадолго до 91-летия, упала, сломав шейку бедра, после чего руководила библиотекой из больничных палат и из дома вплоть до смерти.

### Строительство здания библиотеки (1948—1958)
С самого основания Саратовского Университета его библиотека ютилась в приспособленных помещениях. После революции библиотека была пополнена таким большим количеством книг, конфискованных у богатых граждан, что их невозможно было даже разобрать. По воспоминаниям, пачками книг библиотекари пользовались в качестве стульев. В 30-40 годы библиотека занимала третий этаж и подвал 3-го корпуса Университета (физический факультет), здание бывшей 2-й мужской гимназии на углу Ленинской (ныне Московской) и Пугачёвской улиц и некоторые другие.
В общем плане строительства зданий университета архитектором комплекса Карлом Мюфке библиотеке было отведено место на северо-восточном углу Московской и Казарменной (ныне Университетской) улиц. В 20-е годы Мюфке, с которым Артисевич дружила и которого материально поддерживала до самой его смерти, исполнил проект в конструктивистском стиле, но он не был реализован.
После войны Артисевич, изучив опыт Библиотеки имени Ленина, совместно с архитектором С. В. Истоминым разработала проект библиотечного здания на запланированном месте, причём Истомин исполнил лишь фасад в стиле сталинского ампира и расчёты по проекту, а автором планировки и внутреннего устройства библиотеки была её директор. Артисевич же добилась выделения средств на строительство, за свой счёт покупала некоторые детали, в частности, дверные ручки для главного входа.
Стройка была начата силами работниц библиотеки, вышедших на субботник копать котлован. На строительстве использован один из первых в Саратове башенных подъёмных кранов.
Ректорат замыслил использовать южное крыло нового здания на свои нужды и для мехмата, и чтобы этого не произошло, Артисевич организовала переправку книг живым конвейером, переместив все фонды за несколько выходных дней.

## Семья
1-й муж (1926—1934) — Леонид Георгиевич Лаврентьев (ум. 1958), участник Первой мировой войны, полный кавалер Георгиевских орденов.
2-й муж (1934—1969) — Борис Константинович Фенюк (1902—1969), заслуженный деятель науки РСФСР (1963), профессор Всесоюзного научно-исследовательского противочумного института «Микроб».

### Дети
Элеонора Леонидовна Шаталина (1928—2008) — проработала в библиотеке 50 лет, в том числе заведующей отделом комплектования.
Александр Борисович Фенюк (род. 1943) — кандидат физико-математических наук, зав. лабораторией, главный инженер в Институте физики высоких энергий (на 2008 год).

### Внуки
Фенюк Борис Александрович — биолог.
Шаталина Вера Викторовна — математик.

## Память

Мемориальная доска на здании Зональной научной библиотеки (Саратов)

Зональной научной библиотекe Саратовского государственного университета 20 апреля 1999 года присвоено имя Веры Александровны Артисевич, 18 октября 2000 года на здании Зональной научной библиотеки открыта мемориальная доска.

## Награды, почётные звания
В. А. Артисевич была отмечена многочисленными наградами и званиями, среди которых:
- «Отличник народного просвещения РСФСР» (1945)
- Медаль «За доблестный труд в Великой Отечественной войне 1941—1945» (1946)
- Орден Трудового Красного Знамени (1961)
- Заслуженный работник культуры РСФСР (16 октября 1967 года)
- Медаль «За доблестный труд. В ознаменование 100-летия со дня рождения Владимира Ильича Ленина» (1970)
- Медаль «Тридцать лет победы в Великой Отечественной войне 1941—1945 гг.» (1975)
- Медаль Н. К. Крупской (1977)
- Медаль «Ветеран труда» (1979)
- Медаль «Сорок лет победы в Великой Отечественной войне 1941—1945 гг.» (1985)
- «Почётный работник высшего образования России» (1996)
- «Почётный гражданин города Саратова» (1996)
- Орден Почёта (19 июля 1997 года) — за заслуги перед государством, многолетний добросовестный труд и большой вклад в укрепление дружбы и сотрудничества между народами[16]
- Благодарность Президента Российской Федерации (15 августа 1997 года) — за большой вклад в социально-экономическое развитие области[17]